# Lista de filósofos muçulmanos
Os filósofos muçulmanos professam o islamismo e praticam um estilo de filosofia situado dentro da estrutura da língua árabe e do islamismo, embora não necessariamente preocupado com questões religiosas. Os ditos dos companheiros de Maomé continham pouca discussão filosófica. No século VIII, o amplo contato com o Império Bizantino levou a um impulso para traduzir obras filosóficas da filosofia da Grécia Antiga (especialmente os textos de Aristóteles) para o árabe.
Alquindi, do século IX, é considerado o fundador da filosofia peripatética islâmica (800–1200). O filósofo Alfarábi, do século X, contribuiu significativamente para a introdução de obras filosóficas gregas e romanas no discurso filosófico muçulmano e estabeleceu muitos dos temas que ocupariam a filosofia islâmica nos séculos seguintes; em seu amplo escopo, seu trabalho sobre lógica se destaca particularmente. No século XI, Avicena, um dos maiores filósofos muçulmanos de todos os tempos, desenvolveu sua própria escola de filosofia conhecida como avicenismo, que tinha fortes raízes aristotélicas e neoplatônicas. Algazali, um famoso filósofo e teólogo muçulmano, adotou a abordagem para resolver aparentes contradições entre razão e revelação. Ele compreendeu a importância da filosofia e desenvolveu uma resposta complexa que rejeitou e condenou alguns dos seus ensinamentos, ao mesmo tempo que lhe permitiu aceitar e aplicar outros. Foi a aceitação da demonstração (apodeixis) por Algazali que levou a um discurso muito mais refinado e preciso sobre epistemologia e a um florescimento da lógica e metafísica aristotélicas nos círculos teológicos muçulmanos. Averróis, o último notável filósofo peripatético muçulmano, defendeu o uso da filosofia aristotélica contra esta acusação; suas extensas obras incluem comentários notáveis sobre Aristóteles. No século XII, a filosofia da iluminação foi fundada por Xaabe Aldim Surauardi. Embora a filosofia na sua forma aristotélica tradicional tenha caído em desuso em grande parte do mundo árabe após o século XII, formas de filosofia mística tornaram-se mais proeminentes.
Depois de Averróis, uma vívida escola filosófica peripatética persistiu no mundo muçulmano oriental durante o Império Safávida, que os estudiosos denominaram como Escola de Ispaão. Foi fundada pelo filósofo xiita Mir Damade e desenvolvido por Mulá Sadra e outros.

## Lista
| Nome                       | Imagem | Origem                      | Período    | Escola                           | Filosofia |
| -------------------------- | ------ | --------------------------- | ---------- | -------------------------------- | --- |
| Alquindi                   |        | Iraque                      | 801–873    |                                  | Ele foi o primeiro dos filósofos peripatéticos muçulmanos e foi considerado o "pai da filosofia árabe". Ele era famoso pela promoção da filosofia grega e helenística no mundo islâmico. Uma de suas principais preocupações era mostrar a compatibilidade da filosofia e da teologia especulativa. No entanto, ele preferiria a revelação à razão, pois acreditava que ela garantia questões de fé que a razão não poderia descobrir. |
| Rasis                      |        | Pérsia (Irã)                | c. 865–925 |                                  | Existem opiniões contraditórias sobre sua fé. Alguns, como ibn Abi Osayba, conheciam-no como crente, mas alguns, como Abu Hatam e Biruni, conheciam-no como incrédulo. Filósofo cuja teoria da alma, explicada em A Metafísica, derivou do Islã, na qual explicou como a alma encontra seu caminho para a salvação e a liberdade. Em sua Biografia Filosófica, al-Razi defendeu seu estilo de vida filosófico, enfatizando que, em vez de ser auto-indulgente, o homem deveria utilizar seu intelecto e aplicar justiça em sua vida. Sua defesa contra seus críticos é também um livro intitulado Al Syrat al Falsafiah (A Abordagem Filosófica). Ele também foi um dos primeiros químicos.                                          |
| Alfarábi                   |        | Farabe                      | 872–951    | Peripatética                     | Alfarábi, junto com Avicena e Averróis, foi reconhecido como peripatético ou racionalista entre os muçulmanos. Ele tentou reunir as ideias de Platão e Aristóteles em seu livro "A reunião das ideias dos dois filósofos". Ele era conhecido como "o segundo mestre" da filosofia (sendo Aristóteles o primeiro), e seu trabalho foi dedicado a reviver e reinventar o pensamento filosófico alexandrino, ao qual pertencia sua professora, Yuhanna bin Haylan. |
| Abu Iacube Assijistani     |        | Pérsia                      | ?–971      |                                  | Inspirado pelo neoplatonismo, “sua cosmologia e metafísica desenvolvem um conceito de Deus como aquele que está além do ser e do não-ser." O intelecto, que é o primeiro ser criado por Deus, ele acredita, não se desintegra, e o propósito da religião é "reorientar a alma em direção ao seu verdadeiro eu superior e, finalmente, retornar ao seu estado original." |
| Abu Haçane Alamiri         |        | Pérsia                      | ?–992      |                                  | Embora se opusesse ao tipo de filosofia considerada independente da revelação, ele procurou encontrar áreas de acordo entre as diferentes seitas islâmicas. Os capítulos 1 e 7 de seu livro al-I'lam bi manaqib al-Islam (Uma Exposição sobre os Méritos do Islã) foram traduzidos para o inglês sob os títulos The Quiddity of Knowledge and the Appurtenances of its Species e The Excellences of Islam in Relation to Royal Authority. Seu outro livro, Kitab al-amad 'ala'l-abad (Sobre a Vida Após a Morte) também tem uma tradução para o inglês. |
| Ibn Miskawayh              |        | Pérsia                      | 932–1030   |                                  | Neoplatonista que escreveu a primeira grande obra islâmica sobre ética filosófica, intitulada Tahdhib al-akhlaq (Refinamento da Moral), ele distinguiu entre a ética pessoal e a esfera pública e contrastou a natureza redentora da razão com o traço sedutor da natureza. |
| Al-Ma'arri                 |        | Síria                       | 973–1058   | Pessimista                       | Livre-pensador Pessimista, atacou dogmas da religião. Sua Necessidade Desnecessária (Luzūm mā lam yalzam) mostra como ele via a questão da vida. Sua outra obra A Epístola do Perdão (Risālat Al-Ghufrān) retrata sua visita aos poetas árabes do período pagão, no paraíso e por causa do aspecto de conversar com os falecidos no paraíso, o Resalat Al-Ghufran foi comparado à Divina Comédia de Dante Alighieri que surgiu centenas de anos depois. |
| Avicena                    |        | Coração                     | 980–1037   | Peripatética                     | Considerado um dos pensadores e escritores mais significativos da idade de ouro islâmica, a sua distinção entre existência e essência, em particular a sua teoria da natureza da alma, influenciou a Europa medieval. Sua psicologia e gnosiologia influenciaram Guilherme de Auvergne, bispo de Paris e Alberto Magno, enquanto sua metafísica influenciou a filosofia de Tomás de Aquino. |
| Hamidadim Alquirmani       |        | Pérsia (Irã)                | 996–1021   |                                  | Sua principal obra, Rahat al-aql (Paz de Espírito), explica como alcançar a vida eterna da mente e da razão, em um mundo em mudança. Al-Aqwal al-dhahabiya, (refutando o argumento de Rasis contra a necessidade de revelação) e Kitab al-riyad (sobre a cosmologia ismaelita primitiva) estão entre seus outros trabalhos. |
| Nácer Cosroes              |        | Pérsia (Irã)                | 1004–1088  |                                  | Seu Conhecimento e Libertação consiste em uma série de trinta perguntas e respostas sobre as principais questões de seu tempo, desde a criação do mundo até o livre arbítrio humano e a culpabilidade após a morte. Rawshana-i-nama (Livro da Iluminação) e o Sa'datnama (Livro da Felicidade) também estão entre suas obras. |
| Ibne Zafar Assiquili       |        | Sicília (Itália)            | 1104–1170  |                                  | Hujatadim Abu Abedalá Maomé ibne Abi Maomé ibne Maomé ibne Zafar Assiquili (em árabe: حجة الدين أبو عبد الله محمد بن أبي محمد بن محمد بن ظفر الصقلي, translit. Ḥujjat al-Dīn Abū ‘Abd Allāh Muḥammad ibn Abī Muḥammad ibn Muḥammad ibn Ẓafar al-Ṣiqillī), comumente conhecido simplesmente como ibne Zafar Assiquili, foi um filósofo, polímata e político árabe-siciliano do período normando (1104 - 1170), e passou a ser conhecido no Ocidente como "precursor árabe de Nicolau Maquiavel". Diz-se que ibne Zafar foi autor de 32 livros, especialmente o Sulwān al-Muṭā fī Udwān al-Atbā (em árabe: سلوان المطاع في عدوان الأتباع, lit. 'Consolação para o governante durante a hostilidade de seus súditos') é sua obra-prima. |
| Algazali                   |        | Pérsia (Irã)                | 1058–1111  | Sufista/Axarita                  | Sua principal obra, A Incoerência dos Filósofos, deu uma guinada na epistemologia islâmica. Seu encontro com o ceticismo o fez acreditar que todos os eventos causais não são produtos de conjunções materiais, mas são devidos à Vontade de Deus. Mais tarde, no século seguinte, a refutação de Averróis à Incoerência de Algazali ficou conhecida como A Incoerência da Incoerência. |
| Avempace                   |        | Andaluzia (Espanha)         | 1095–1138  |                                  | Sua principal ideia filosófica é que a alma humana poderia se tornar uma com o Divino através de uma hierarquia começando com a sensação das formas (contendo cada vez menos matéria) até a impressão do Intelecto Ativo. Sua obra filosófica mais importante é Tadbīr al-mutawaḥḥid (O Regime dos Solitários). |
| Ibne Tufail                |        | Andaluzia (Espanha)         | 1105–1185  |                                  | Sua obra Hayy ibn Yaqdhan, também conhecida como A Melhoria da Razão Humana, é um romance filosófico e alegórico que conta a história de uma criança selvagem chamada Hayy que é criada por uma gazela e vive sozinha sem contato com outros seres humanos. Este trabalho dá continuidade à versão da história de Avicena e é considerado uma resposta à Incoerência dos Filósofos de Algazali, que criticou a filosofia de Avicena. |
| Averróis                   |        | A Andalu (Espanhazia)       | 1126–1198  | Peripatética                     | Sendo descrito como "o pai fundador do pensamento secular na Europa Ocidental", Ele era conhecido pelo apelido de Comentador por seus preciosos comentários sobre as obras de Aristóteles. Sua principal obra foi A Incoerência da Incoerência, na qual defendeu a filosofia contra as afirmações de Algazali em A Incoerência dos Filósofos. Suas outras obras foram o Fasl al-Maqal e o Kitab al-Kashf. |
| Afedadim Caxani            |        | Pérsia (Irã)                | ?–1213     |                                  | Ele estava envolvido na explicação do poder salvífico da autoconsciência. Isto é: "Conhecer a si mesmo é conhecer a realidade eterna que é a consciência, e conhecê-la é ser ela." Sua ontologia está interligada com sua epistemologia, pois ele acredita que uma plena atualização das potencialidades do mundo só é possível através do autoconhecimento. |
| Najemadim Cubra            |        | Pérsia                      | 1145–1220  | Sufismo                          | Como fundador da ordem sufista Kubrawiyya, ele é considerado um pioneiro do sufismo. Seus livros discutem sonhos e experiências visionárias, entre os quais está um comentário sufi sobre o Alcorão. |
| Facradim Arrazi            |        | Pérsia (Irã)                | 1149–1209  | Axarita                          | Sua principal obra, Tafsir-e Kabir, incluiu muitos pensamentos filosóficos, entre os quais estava a autossuficiência do intelecto. Ele acreditava que as provas baseadas na tradição hádice nunca poderiam levar à certeza, mas apenas à presunção. O racionalismo de Al-Razi “ocupa um lugar importante no debate da tradição islâmica sobre a harmonização da razão e da revelação." |
| Xaabe Aldim Surauardi      |        | Pérsia (Irã)                | 1155–1191  | Sufi                             | Como fundador do iluminacionismo, uma importante escola do misticismo islâmico, a "luz" em sua "Filosofia da Iluminação" é uma fonte divina de conhecimento que afetou significativamente a filosofia islâmica e o conhecimento esotérico. |
| Ibn Arabi                  |        | Andaluzia (Espanha)         | 1165–1240  | Sufi                             | Ele era um místico sufi árabe andaluz cuja obra Fusus al-Hikam (As Pedras da Sabedoria) pode ser descrita como um resumo de suas crenças místicas sobre o papel dos diferentes profetas na revelação divina. |
| Naceradim de Tus           |        | Pérsia (Irã)                | 1201–1274  |                                  | Como defensor da lógica avicenista, ele foi descrito por ibne Caldune como o maior dos estudiosos persas posteriores. Correspondendo com Sadr al-Din al-Qunawi, genro de Ibn al-'Arabi, ele pensava que o misticismo, conforme disseminado pelos princípios sufis de seu tempo, não era atraente para sua mente, então ele escreveu o seu próprio livro de sufismo filosófico intitulado Awsaf al-Ashraf (Os Atributos do Ilustre). |
| Jalaladim Maomé Rumi       |        | Pérsia                      | 1207–1273  | Sufi                             | Descrito como o "poeta mais popular da América", ele foi um pensador evolucionista, pois acreditava que toda matéria após a devolução do Ego divino experimenta um ciclo evolutivo pelo qual retorna ao mesmo Ego divino, o que se deve a um motivo inato que ele chama de amor. A principal obra de Rumi é o Maṭnawīye Ma'nawī (Dísticos Espirituais), considerado por alguns sufistas como o Alcorão em língua persa. His other work, Fihi ma fihi, inclui setenta e uma palestras proferidas em diversas ocasiões a seus discípulos. |
| Ibn al-Nafis               |        | Damasco (Síria)             | 1213–1288  |                                  | Seu Al-Risalah al-Kamiliyyah fil Siera al-Nabawiyyah ou Theologus Autodidactus é considerado o primeiro romance teológico em que ele tentou provar que a mente humana é capaz de deduzir as verdades do mundo por meio do raciocínio. Ele descreveu este livro como uma defesa do "sistema do Islã e das doutrinas dos muçulmanos sobre as missões dos profetas, as leis religiosas, a ressurreição do corpo e a transitoriedade do mundo". |
| Cobadim de Xiraz           |        | Pérsia (Irã)                | 1217–1311  |                                  | Ele era um sufi de Shiraz famoso por seus comentários sobre Hikmat al-ishraq de Surauardi. Sua principal obra é Durrat al-taj li-ghurratt al-Dubaj (Coroa Perolada), que é uma obra enciclopédica sobre filosofia, incluindo visões filosóficas sobre ciências naturais, teologia, lógica, assuntos públicos, etnia, misticismo, astronomia, matemática, aritmética e música. |
| Ibne Sabim                 |        | Andaluzia (Espanha)         | 1236–1269  |                                  | Ele foi um filósofo sufista, o último filósofo da Andaluzia, e era conhecido por suas respostas às perguntas de Frederico II do Sacro Império Romano-Germânico. Sua escola é uma mistura de pensamentos filosóficos e gnósticos. |
| Saíde Haidar Amuli         |        | Pérsia                      | 1319–1385  |                                  | Como principal comentarista da filosofia mística de Ibn Arabi e representante da teosofia imamata persa, ele acredita que os imames dotados de conhecimento místico não eram apenas guias dos sufis xiitas. Ele era um crítico dos xiitas, cuja religião estava confinada ao sistema legalista, e dos sufis, que negavam certos regulamentos emitidos pelos imames. |
| Taftazani                  |        | Pérsia                      | 1322–1390  |                                  | Os tratados de Al-Taftazani, até mesmo os comentários, são “livros padrão” para estudantes de teologia islâmica. Seus artigos foram chamados de "compêndio dos vários pontos de vista sobre as grandes doutrinas do Islã". |
| Ibne Caldune               |        | Tunísia                     | 1332–1406  | Axarita                          | Ele é conhecido por seu Muqaddimah, que Arnold J. Toynbee chamou de "uma filosofia da história que é sem dúvida a maior obra desse tipo". Ernest Gellner considerou a definição de governo de Ibn Khaldun, "uma instituição que evita injustiças além daquelas que ela própria comete", a melhor na história da teoria política. Sua teoria do conflito social contrasta a vida sedentária dos moradores das cidades com a vida migratória dos povos nômades, o que resultaria na conquista das cidades pelos guerreiros do deserto. |
| Abde Alcarim Jili          |        | Iraque                      | 1366–1424  | Sufi                             | Jili foi o principal sistematizador e comentarista das obras de Ibn Arabi. Seu Homem Universal explica os ensinamentos de Ibn Arabi sobre a realidade e a perfeição humana, que estão entre as obras-primas da literatura sufista. Jili Jili pensava no Ser Absoluto como um Eu, que mais tarde influenciou Muhammad Iqbal. |
| Jami                       |        | Pérsia (Irã)                | 1414–1492  | Sufi                             | Seu Haft Awrang (Sete Tronos) inclui sete histórias, entre as quais Salaman e Absal contam a história de uma atração sensual de um príncipe por sua ama de leite, através das quais Jami usa símbolos figurativos para representar os principais estágios do caminho sufista, como o arrependimento. As explicações místicas e filosóficas da natureza da misericórdia divina também estão entre suas obras. |
| Baadim Alamili             |        | Levant, Jabal Amel          | 1547–1621  |                                  | Considerado um importante estudioso e mujaddid do século XVII, ele trabalhou em tafsir, hádice, gramática e fiqh (jurisprudência). Em sua obra Resāla fi'l-waḥda al-wojūdīya (Exposição do conceito de "Unidade de Existências"), ele afirma que os sufistas são os verdadeiros crentes, "pede uma avaliação imparcial de suas declarações, e refere-se às suas próprias experiências místicas." |
| Mir Damade                 |        | Pérsia (Irã)                | ?–1631     |                                  | Professando nas tradições neoplatonizantes islâmicas peripatéticas de Avicena e Surauardi, foi a figura principal (juntamente com o seu aluno Mulá Sadra), do renascimento cultural do Irão. Ele também foi o fundador central da Escola de Isfahan e é considerado o Terceiro Professor (mu'alim al-thalith) depois de Aristóteles e Alfarábi. Taqwim al-Iman (Calendários da Fé), Kitab Qabasat al-Ilahiyah (Livro das Brasas Divinas dos Incêndios de Fogo), Kitab al-Jadhawat (Livro das Atrações Espirituais) e Sirat al-Mustaqim (O Caminho Reto) são entre suas 134 obras. |
| Mir Fendereski             |        | Pérsia (Irã)                | 1562–1640  |                                  | Ele foi treinado nas obras de Avicena, e Mulá Sadra estudou com ele. Sua obra principal, al-Resāla al-ṣenāʿiya, é um exame das artes e profissões em uma sociedade perfeita e combina uma série de gêneros e áreas temáticas, como pensamento político e ético e metafísica. |
| Mulá Sadra                 |        | Pérsia (Irã)                | 1571–1641  | Shia                             | Segundo Oliver Leaman, Mulá Sadra é o filósofo mais importante e influente do mundo islâmico nos últimos quatrocentos anos. Ele é considerado o mestre da escola de filosofia ishraqi, que combinou as muitas áreas das filosofias islâmicas da Idade de Ouro no que ele chamou de teosofia transcendente. Ele trouxe “uma nova visão filosófica ao lidar com a natureza da realidade” e criou “uma grande transição do essencialismo para o existencialismo” na filosofia islâmica. Ele também criou pela primeira vez uma "escola distintamente muçulmana de Hikmah baseada especialmente nas doutrinas inspiradas que formam a própria base do xiismo", especialmente o que está contido no Nahj al-Balagha.                      |
| Qazi Sa’id Qumi            |        | Pérsia (Irã)                | 1633–1692  |                                  | Foi aluno de Rajab Ali Tabrizi, Muhsen Feyz e Abd al-Razzaq Lahiji e escreveu comentários sobre a Teologia atribuída a Aristóteles, obra que os filósofos muçulmanos sempre continuaram a ler. Seus comentários sobre al-Tawhid feitos por al-Shaykh al-Saduq também são famosos. |
| Shah Waliullah             |        | Índia                       | 1703–1762  |                                  | Ele tentou reexaminar a teologia islâmica à luz das mudanças modernas. Sua obra principal, O Argumento Conclusivo de Deus, trata da teologia muçulmana e ainda é frequentemente referida pelos novos círculos islâmicos. Al-Budur al-bazighah (As Luas Cheias Nascendo em Esplendor) é outra obra sua na qual explica a base da fé tendo em vista argumentos racionais e tradicionais. |
| Syed Ameer Ali             |        | Índia                       | 1849–1928  | Modernista                       | Sir Syed Ameer Ali foi um estudioso anglo-indiano que alcançou a Ordem da Estrela da Índia. Ele foi um dos principais estudiosos islâmicos da Índia que tentou trazer a modernidade ao Islã. Em vez de se revoltar contra o Império Britânico, ele tentou popularizar a educação moderna, como o aprendizado da língua inglesa. Dois de seus livros mais famosos são – O Espírito do Islã e Curta História dos Saracenos. |
| Muhammad Iqbal             |        | (India Britânica) Paquistão | 1877–1938  | Modernista/ Sufi                 | Além de ser um poeta eminente, é reconhecido como o "pensador filosófico muçulmano dos tempos modernos". Ele escreveu dois livros sobre o tema O Desenvolvimento da Metafísica na Pérsia e A Reconstrução do Pensamento Religioso no Islã Nos quais ele revelou seus pensamentos sobre o Sufismo Islâmico, explicando que ele desencadeia a alma que busca uma compreensão superior da vida. Deus, o significado da oração, o espírito humano e a cultura muçulmana estão entre as outras questões discutidas em suas obras. |
| Muhammad Husayn Tabatabai  |        | Pérsia (Irã)                | 1892–1981  | Shia                             | Ele é famoso por Tafsir al-Mizan, a exegese do Alcorão. Sua filosofia está centrada no tratamento sociológico dos problemas humanos. Em seus últimos anos, ele frequentemente realizava reuniões de estudo com Henry Corbin e Seyyed Hossein Nasr, nas quais eram discutidos os textos clássicos do conhecimento divino e da gnose, juntamente com o que Nasr chama de gnose comparativa. Islã Xiita, Os Princípios da Filosofia e o Método do Realismo (em persa: Estados Unidosul-i-falsafeh va ravesh-i-ri'alism) e Diálogos com o Professor Corbin (em persa: Mushabat ba Ustad Kurban) estão entre suas obras. |
| Ghulam Ahmed Perwez        |        | Paquistão                   | 1903–1985  | Modernista/ Coranista            | Ele foi um famoso teólogo do Paquistão inspirado por Muhammad Iqbal. Sendo um protegido de Allama Muhammad Iqbal, seu foco principal era separar entre "Deen" e "Madhab". Segundo ele, o Islã foi revelado como Deen, cujo objetivo principal era criar uma sociedade feliz e bem-sucedida. Ele rejeitou a ideia de um estado governado por estudiosos islâmicos, embora também criticasse o secularismo ocidental. Ele acreditava firmemente que o Islã não se baseia na fé cega, mas no pensamento racional. Seu livro mais famoso é "Islã: Um Desafio para a Religião". |
| Abul Ala Maududi           |        | Paquistão                   | 1903–1979  |                                  | Seu trabalho principal é O Significado do Alcorão, no qual ele explica que o Alcorão não é um livro de ideias abstratas, mas um Livro que contém uma mensagem que causa um movimento. O Islão, acredita ele, não é uma 'religião' no sentido que esta palavra é normalmente compreendida, mas um sistema que abrange todas as áreas da vida. Em seu livro Modo de Vida Islâmico, ele expandiu amplamente essa visão. |
| Henry Corbin               |        | França                      | 1903–1978  |                                  | Ele foi filósofo, teólogo e professor de Estudos Islâmicos na Sorbonne, em Paris, onde conheceu Louis Massignon, e foi ele quem apresentou a Corbin os escritos de Surauardi, cujo trabalho afetou o curso da vida de Corbin. Na sua História da Filosofia Islâmica, ele refutou a visão de que a filosofia entre os muçulmanos chegou ao fim depois de Averróis, mostrou antes que uma actividade filosófica vívida persistiu no mundo muçulmano oriental – especialmente no Irão. |
| Abdel Rahman Badawi        |        | Egito                       | 1917–2002  |                                  | Ele adotou o existencialismo desde que escreveu seu Tempo Existencialista em 1943. Sua versão do existencialismo, de acordo com sua própria descrição, difere da de Heidegger e de outros existencialistas porque dá preferência à ação em vez do pensamento. em seu trabalho posterior, Humanismo e Existencialismo no Pensamento Árabe, entretanto, ele tentou enraizar suas ideias em sua própria cultura. |
| Morteza Motahhari          |        | Pérsia (Irã)                | 1919–1979  | Shia                             | Considerada uma das influências importantes nas ideologias da República Islâmica, ele começou no Hawza de Qom. Depois lecionou filosofia na Universidade de Teerã por 22 anos. Entre 1965 e 1973, contudo, deu palestras regulares no Hosseiniye Ershad, no norte de Teerã, a maioria das quais foram transformadas em livros sobre o Islã, o Irã e temas históricos. |
| Mohammad-Taqi Ja'fari      |        | Pérsia (Irã)                | 1923–1998  | Shia                             | Ele escreveu muitos livros em vários campos, os mais proeminentes dos quais são sua Interpretação e Crítica do Masnavi]], de Rumi, de 15 volumes, e sua Tradução e Interpretação do Nahj al-Balagha, inacabada, de 27 volumes. Essas obras mostram suas ideias em áreas como antropologia, sociologia, ética moral, filosofia e misticismo. |
| Mohammed Arkoun            |        | Algéria                     | 1928–2010  | Modernista                       | Ele escreveu sobre o Islã e a modernidade tentando repensar o papel do Islã no mundo contemporâneo. No seu livro Repensando o Islã: Questões Comuns, Respostas Incomuns ele oferece as suas respostas a várias perguntas para aqueles que estão preocupados com a crise de identidade que deixou muitos muçulmanos afastados tanto da modernidade como da tradição. O Impensado no Pensamento Islâmico Contemporâneo também está entre suas obras. |
| Israr Ahmed                |        | Paquistão                   | 1932–2010  |                                  | Ele é o autor de Renascença Islâmica: A Real Tarefa Adiante, no qual explica a ideia teórica do sistema do Califado, argumentando que isso só seria possível revivendo o Iman e a fé entre os muçulmanos em geral e a intelectualidade em particular. Isto preencheria, argumenta ele, a lacuna existente entre as novas ciências e o conhecimento divino islâmico. |
| Ali Shariati               |        | Pérsia (Irã)                | 1933–1977  | Modernista/ Shia                 | Foi um revolucionário e sociólogo iraniano que se concentrou na sociologia da religião. Ele é considerado um dos intelectuais iranianos mais influentes do século XX e tem sido chamado de "ideólogo da Revolução Iraniana", embora suas ideias tenham acabado não formando a base da República Islâmica. |
| Abdollah Javadi-Amoli      |        | Pérsia (Irã)                | 1933–      | Shia                             | Suas obras são dedicadas à filosofia islâmica e especialmente à filosofia transcendente de Mulá Sadra. Tafsir Tasnim é sua exegese do Alcorão na qual ele segue Tafsir al-Mizan de Tabatabaei, na medida em que tenta interpretar um verso baseado em outros versos. Seu outro trabalho, As-Saareh-e-Khelqat, é uma discussão sobre a filosofia da fé e a evidência da existência de Deus. |
| Hossein Nasr               |        | Pérsia (Irã)                | 1933–      | Sufi/Shia                        | Ele é um grande pensador perenialista. As suas obras defendem doutrinas e princípios islâmicos e perenialistas, ao mesmo tempo que desafiam os fundamentos teóricos da ciência moderna. Ele argumenta que o conhecimento foi dessacralizado no período moderno, isto é, separado de sua fonte divina — Deus — e apela à sua ressacralização através de tradições sagradas e da ciência sagrada. A sua filosofia ambiental é expressa em termos do ambientalismo islâmico e da ressacralização da natureza. |
| Sadiq Jalal al-Azm         |        | Turquia                     | 1934–2016  |                                  | Ele estava trabalhando em Immanuel Kant, embora, mais tarde em sua vida, tenha colocado maior ênfase no mundo islâmico e na sua relação com o Ocidente. Ele também foi um defensor dos direitos humanos, da liberdade intelectual e da liberdade de expressão. |
| Mohammad-Taqi Mesbah-Yazdi |        | Pérsia (Irã)                | 1934–2021  | Shia                             | Ele é um Faqih islâmico que também estudou obras de Avicena e Mulá Sadra. Ele apoia a filosofia islâmica e em particular a filosofia transcendente de Mulá Sadra. Seu livro Instruções Filosóficas: Uma Introdução à Filosofia Islâmica Contemporânea foi traduzido para o inglês. |
| Muhammad Baqir al-Sadr     |        | Iraque                      | 1935–1980  | Shia                             | Ele foi um filósofo xiita iraquiano e fundador do Partido Islâmico Dawa. Sua Falsafatuna (Nossa Filosofia) é uma coleção de ideias básicas sobre o mundo e sua forma de considerá-lo. Esses conceitos estão divididos em duas pesquisas: a teoria do conhecimento e a noção filosófica de mundo. |
| Mohammed Abed al-Jabri     |        | Marrocos                    | 1935–2010  | Modernista                       | A sua obra Democracia, Direitos Humanos e Direito no Pensamento Islâmico, embora mostre a nacionalidade distinta dos árabes, rejeita a discussão filosófica que tentou ignorar os seus défices democráticos. Seguindo a tradição de Avicena e Averróis, ele enfatiza que conceitos como democracia e direito não podem depender de tradições antigas, nem podem ser importados, mas devem ser criados pelos próprios árabes de hoje. A Formação da Razão Árabe: Texto, Tradição e a Construção da Modernidade no Mundo Árabe também está entre suas obras. |
| Abdolkarim Soroush         |        | Pérsia (Irã)                | 1945–      | Shia/ Neoplatonista              | Interessado na filosofia da religião e no sistema filosófico de Rumi, o seu livro A evolução e devolução do conhecimento religioso argumenta que "uma religião (como o Islão) pode ser divina e imutável, mas a nossa compreensão da religião permanece num fluxo contínuo e um empreendimento totalmente humano." |
| Javed Ahmed Ghamidi        |        | Paquistão                   | 1951–      | Modernista                       | Ele é considerado um dos modernistas contemporâneos do mundo islâmico. Como Parwez, ele também promove o racionalismo e o pensamento secular com deen. Ghamidi também é popular por suas fatwas moderadas. Ghamidi também defende a opinião de que a democracia é compatível com o Islão. |
| Gary Legenhausen           |        | Estados Unidos              | 1953–      |                                  | Islã e Pluralismo Religioso está entre suas obras nas quais defende o "pluralismo religioso não redutivo". Em seu artigo "A relação entre filosofia e teologia na era pós-moderna", ele tentou examinar se a filosofia pode concordar com a teologia. |
| Mostafa Malekian           |        | Pérsia (Irã)                | 1956–      | Shia                             | Ele está trabalhando em Racionalidade e Espiritualidade, no qual tenta tornar o Islã e o raciocínio compatíveis. Seu principal trabalho, Um Caminho Para a Liberdade, é sobre espiritualidade e sabedoria. |
| Insha-Allah Rahmati        |        | Pérsia (Irã)                | 1966–      |                                  | Seus campos de atuação podem ser resumidos da seguinte forma: Ética e Filosofia da Religião e Filosofia Islâmica. A maior parte de seu trabalho nessas três áreas. |
| Shabbir Akhtar             |        | Inglaterra                  | 1960–2023  | Filosofia analítica neo-ortodoxa | Tentou reviver a tradição da filosofia islâmica sunita, extinta desde Ibn Khaldun, tendo como pano de fundo o método filosófico analítico ocidental. Seu principal tratado é O Alcorão e a Mente Secular (2007). |
| Tariq Ramadan              |        | Suíça/ França               | 1962–      | Modernista                       | Trabalhando principalmente na teologia islâmica e no lugar dos muçulmanos no Ocidente, ele acredita que os muçulmanos ocidentais devem pensar num "Islão Ocidental" de acordo com as suas próprias circunstâncias sociais. |
| Yusuf Morales              |        | Filipinas                   |            | Sunni-Sufi                       | Profissional de segurança desenvolvimentista antiterrorista, educador cultural e religioso e trabalhador cultural. Coordenador principal do Consórcio para Construtores da Paz, Desenvolvimento de Governança e Estudos de Segurança. |